# Сент-Омер (кантон)
Сент-Омер (фр. Saint-Omer) — кантон во Франции, находится в регионе О-де-Франс, департамент Па-де-Кале. Входит в состав округа Сент-Омер.

## История
Кантон образован в результате реформы 2015 года. В его состав вошли упраздненный кантон Сент-Омер-Нор и отдельные коммуны кантонов Ардр и Сент-Омер-Сюд.
С 1 января 2016 года коммуны Сен-Мартен-о-Лаэр и Татенгем объединились в новую коммуну Сен-Мартен-ле-Татенгем.

## Состав кантона c 1 января 2016 года
В состав кантона входят коммуны (население по данным Национального института статистики за 2018 г.):
- Байенгем-ле-Эперлек (1 006 чел.)
- Зуафк (594 чел.)
- Клермаре (615 чел.)
- Манк-Норбекур (644 чел.)
- Моренгем (557 чел.)
- Муль (1 124 чел.)
- Нор-Лёленгем (250 чел.)
- Нордоск (1 310 чел.)
- Сальпервик (485 чел.)
- Сен-Мартен-ле-Татенгем (5 914 чел.)
- Сент-Омер (14 726 чел.)
- Серк (1 149 чел.)
- Тильк (1 092 чел.)
- Турнеэм-сюр-ла-Эм (1 418 чел.)
- Уль (1 137 чел.)
- Эперлек (3 668 чел.)

## Политика
На президентских выборах 2022 г. жители кантона отдали в 1-м туре Марин Ле Пен 32,4 % голосов против 29,4 % у Эмманюэля Макрона и 15,3 % у Жана-Люка Меланшона; во 2-м туре в кантоне победила Ле Пен, получившая 50,3 % голосов. (2017 год. 1 тур: Марин Ле Пен – 29,5 %, Эмманюэль Макрон – 21,7 %, Франсуа Фийон – 18,3 %, Жан-Люк Меланшон – 16,2 %; 2 тур: Макрон – 54,7 %. 2012 год. 1 тур: Франсуа Олланд — 28,7 %, Николя Саркози — 27,0 %, Марин Ле Пен — 22,3 %; 2 тур: Олланд — 50,7 %).
С 2015 года кантон в Совете департамента Па-де-Кале представляют учитель математики из коммуны Эперлек Софи Варо-Лемер (Sophie Warot-Lemaire) и мэр города Сен-Мартен-ле-Татенгем Бертран Пети (Bertrand Petit) (оба — Социалистическая партия).
|                | Кандидаты                        | Партия                   | Первый тур | Первый тур     | Второй тур | Второй тур |
| Кол-во голосов | Кандидаты                        | Партия                   | % голосов  | Кол-во голосов | % голосов  |            |
| -------------- | -------------------------------- | ------------------------ | ---------- | -------------- | ---------- | ---------- |
|                | Софи Варо-Лемер Бертран Пети     | Социалистическая партия  | 5 403      | 55,94          | 7 437      | 80,17      |
|                | Брижитт Баке Пьер Деклерк        | Национальное объединение | 1 562      | 16,17          | 1 839      | 19,83      |
|                | Филипп Буаден Лоранс Жоли-Торель | Правый блок              | 1 507      | 15,60          |            |            |
|                | Рафаэлла Гатти Жереми Ревийон    | Европа Экология Зелёные  | 1 187      | 12,29          |            |            |

|                | Кандидаты                    | Партия             | Первый тур | Первый тур |
| Кол-во голосов | Кандидаты                    | Партия             | % голосов  |            |
| -------------- | ---------------------------- | ------------------ | ---------- | ---------- |
|                | Софи Варо-Лемер Бертран Пети | Левый блок         | 6 962      | 52,96      |
|                | Кантен Буржуа Мюриэль Фашель | Национальный фронт | 3 551      | 27,01      |
|                | Леон Леклерк Фостин Мальяр   | Правый блок        | 2 037      | 15,50      |
|                | Эвелин Ларжийер Дидье Таллё  | Левый фронт        | 596        | 4,53       |